# Terrapin Mk I
Der Terrapin Mk I war ein britisches amphibisches Transportfahrzeug des Zweiten Weltkriegs.

## Geschichte
Die Briten entwickelten die Fahrzeuge Terrapin Mk I unter dem Eindruck der Landung in der Normandie am 6. Juni 1944. Während die amerikanischen Ingenieure auf Kettenfahrzeuge, wie LVT 2 setzten, suchten die Briten nach einem Radfahrzeug. Morris Commercial stellte circa 500 Terrapin Mk I her.
Erstmals wurden die Fahrzeuge bei den Kämpfen um Antwerpen eingesetzt. Zwar waren noch eine Vielzahl Fehler zu sehen, doch das Fahrzeug bewährte sich im Kampf.
Eine verbesserte Variante Mk II wurde zwar entwickelt, erreichte jedoch nicht die Serienreife, bevor der Krieg beendet war.

## Technik
Der Terrapin Mk I war ein allradgetriebenes Achtrad Transportfahrzeug mit vier Tonnen Ladekapazität. Er hatte zwei Motoren, von denen jeder die Räder auf einer Seite antrieb. Die vordere Achse war erhöht angebracht worden damit der Terrapin Uferböschungen problemlos überwinden konnte. Die Motoren waren in der Mitte angeordnet. Das führte zu einer Zweiteilung des Laderaumes.

## Nachteile
Die Anordnung der Motoren teilte den Laderaum. wodurch es unmöglich war, sperriges oder größeres Material, wie etwa Geschütze, zu transportieren.
Dadurch, dass jeder Motor eine Seite der Räder antrieb, neigten die Fahrzeuge bei Ausfall eines Motors zu heftigem Schlingern. Außerdem war das Fahrzeug sowohl auf dem Wasser als auch auf der Straße sehr langsam.